# 方之焯
方之焯（1944年3月—），男，浙江镇海人，中华人民共和国政治人物，中国共产党党员。复旦大学化学系分析化学专业毕业，大学学历。

## 生平
历任中共江苏句容县委副书记、县长，镇江市副市长、市委常委、市委副书记、代市长、市长、市委书记、市人大常委会主任等职。2001年2月被补选为江苏省人大常委会副主任，2008年1月因年龄到限不再任职。